# برسون كولبي تشيني
برسون كولبي تشيني (بالإنجليزية Person Colby Cheney) وهو سياسي أمريكي ينتمي إلى الحزب الجمهوري ولد برسون كولبي تشيني في 25 شباط - فبراير من سنة 1828 في ولاية نيوهامشير شغل تشيني منصب حاكم على ولاية نيوهامشير ما بين عامي 1875 إلى عام 1877. كما حدم تشيني في مجلس الشيوخ الأمريكي من عام 1886 إلى عام 1887 توفي برسون كولبي تشيني في 19 حزيران - يونيو من سنة 1901 في ولاية نيوهامشير.